# Nuncjatura Apostolska w Niemczech
Nuncjatura Apostolska w Niemczech – misja dyplomatyczna Stolicy Apostolskiej w Republice Federalnej Niemiec. Siedziba nuncjusza apostolskiego mieści się w Berlinie.
Nuncjusz apostolski pełni tradycyjnie godność dziekana korpusu dyplomatycznego akredytowanego w Niemczech od momentu przedstawienia listów uwierzytelniających.

## Historia
Stali przedstawiciele papiescy w Świętym Cesarstwie Rzymskim Narodu Niemieckiego mianowani byli od XVI w. przy dworze wiedeńskim. Pierwszy nuncjusz apostolski na terenie dzisiejszych Niemiec został mianowany przez papieża Grzegorza XIII w 1584 lub 1585 i rezydował w Kolonii. Od XVIII w. istniała również osobna Nuncjatura Apostolska w Bawarii.
W 1920 powołano Nuncjaturę Apostolską w Niemczech (przy rządzie centralnym w Berlinie). Do 1925 nuncjusz rezydował w Monachium, następnie w Berlinie. Jednocześnie istniały Nuncjatura Apostolska w Bawarii (do 1934) z osobnym nuncjuszem i Nuncjatura Apostolska w Prusach (1926–1934), którą kierował nuncjusz apostolski w Niemczech.
W 1943 pod naciskiem rządu Rzeszy Niemieckiej nuncjusz apostolski musiał wyjechać z Berlina i przenieść się do Schloss Prötzel w Przecieniu, a pod koniec stycznia 1945 z powodu postępów Armii Czerwonej do Nedlitz pod Poczdamem. W lutym 1945 wyjechał do Eichstätt w Bawarii, gdzie pozostał do śmierci w 1946.
Jego następcą został biskup Fargo i biskup Armii Amerykańskiej w Niemczech Aloisius Muench (do 1951 wizytator apostolski, następnie nuncjusz apostolski). Od 1951 nuncjatura apostolska mieściła się w Bonn. Stolica Apostolska utrzymywała stosunki dyplomatyczne wyłącznie z Republiką Federalną Niemiec. Nigdy nie nawiązano stosunków z Niemiecką Republiką Demokratyczną.
W grudniu 1995 przeniesiono siedzibę nuncjatury do Berlina.